# 17494 Antaviana
17494 Antaviana è un asteroide della fascia principale. Scoperto nel 1992, presenta un'orbita caratterizzata da un semiasse maggiore pari a 2,8037530 UA e da un'eccentricità di 0,2043759, inclinata di 14,79563° rispetto all'eclittica.
L’asteroide è dedicato all'omonima scuola Antaviana, in Barcellona, Spagna. 